# بنته اسکاری
بنته اسکاری (انگلیسی: Bente Skari؛ زادهٔ ۱۰ سپتامبر ۱۹۷۲) اسکی‌باز صحرانوردی اهل نروژ است.